# ヘルマン・フォン・ステイン
ヘルマン・クリスタリーブ・マティアス・ステイン（ドイツ語:  Hermann Christlieb Matthäus Stein、1854年9月13日 - 1927年5月26日）は、プロイセン王国及びドイツ帝国の軍人、政治家。プロイセン陸軍の砲兵大将で第33代陸軍大臣である。

## 誕生
ヘルマン・フォン・ステインはヴェダーシュタットの牧師であるヘルマン・ローベルト・ステイン（1822-1902）と、その妻ジェリー・フリーデリケ（1830-1903）の息子として生まれた。

## 軍歴
ステインは高校卒業後、プロイセン陸軍砲連隊第3隊に前衛として加わり、1875年には少尉に昇進した。さらに、1866年には中尉に昇進し、1888年には参謀に配属された。1890年9月20日、彼は第1ヴェストファーレン野戦砲連隊第7連隊に、1894年にはメスの第34師団に移された。1896年5月30日に少佐に昇進し、ベルリンの参謀に加わった。1901年に彼は第1ロレーヌ野戦砲連隊第33連隊の指揮官になり、1902年に中佐に昇進した。
1903年には配備部門の長として参謀に移動し、1905年9月15日には大佐に昇進した。1908年に上級需品係将校の事業の管理を委託され、1910年に少将に昇進した。また戦争アカデミーの研究委員会のメンバーとなる。1912年4月22日には中将になり、9月13日にはドイツ-アイラウの第41師団の指揮を執った。1913年6月16日、ドイツ皇帝ヴィルヘルム2世の治世25周年を機に、プロイセン貴族に礼される。第一次世界大戦勃発後、1914年8月と9月に補給係将軍を務め、ドイツ陸軍報告書の起草を担当した。 その後、1914年9月14日から第14予備軍の指揮官を務めた。1916年7月のソンムの戦いの間、彼の軍団はティプヴァル地域でのイギリス軍の攻撃の的であった。  1916年10月28日、彼は自分の軍団をゲオルク・フックス中将に引き渡した。1916年10月29日から1918年10月9日までプロイセンの陸軍大臣を務め、その後終戦を迎えた。

## 勲章
- 二級鉄十字章
- 一級鉄十字章
- プール・ル・メリット勲章（1916年9月1日）